# Басовая линия
Ба́совая линия (также бас-линия, басовая партия) — самая низкая партия в многоголосном музыкальном произведении. Термин «линия» здесь имеет характер умозрительного образа — мысленного соединения басовых тонов друг с другом на нотной записи как на «картине из звуков». Понятие басовой линии важно в аккомпанементе и аранжировке.

## Смысл басовой линии (партии) в музыкальной теории
Бас создает ритмическую картину произведения. Эту задачу он выполняет совместно с барабанами (см. Ритм-группа). Поскольку именно бас совмещает в себе функции ритма и гармонии, то вокруг него строится все музыкальное произведение. Главный смысл введения басовой линии — решение задач гармоничного движения музыки (например, определение этого движения в аранжировке и его поддержка в аккомпанементе).
Существует несколько основных правил для построения басовой линии (партии):
- басовая линия подчеркивает ритм — ритмично поддерживает барабаны;
- подчеркивает гармонию — чаще всего играет основной тон аккорда;
- подчеркивает гармоническое движение — басовые линии часто выступают против основного голоса. Если основной голос повышается, басовая линия падает и наоборот.